# 5320 Lisbeth
5320 Lisbeth eller 1985 VD är en asteroid i huvudbältet som upptäcktes den 14 november 1985 av de danska astronomerna Karl Augustesen, Poul Jensen och Hans Jørn Fogh Olsen vid Brorfelde-observatoriet. Den är uppkallad efter Lisbeth Fogh Olsen, dotter till en av upptäckarna.
Asteroiden har en diameter på ungefär 16 kilometer.